# Сюй Яньвей
Сюй Яньвей (14 червня 1984) — китайська плавчиня.
Срібна медалістка Олімпійських Ігор 2004 року, учасниця 2008 року. Бронзова медалістка Чемпіонату світу з водних видів спорту 2001, 2003, 2007 років.
Переможниця літньої Універсіади 2003 року.